# Всемирная федерация дартса
Всемирная федерация дартса (англ. World Darts Federation, WDF) — спортивный руководящий орган, организатор турниров по игре в дартс. Была образована в 1974 году представителями четырнадцати первоначальных членов-основателей. Членство открыто для национального организационного органа по дартсу во всех странах. WDF поощряет популяризацию спорта дартс среди этих организаций и между ними, стремясь добиться международного признания дартса как основного вида спорта. WDF является полноправным членом Всемирного объединения международных спортивных федераций, которая является руководящим органом международных спортивных федераций.
WDF проводит чемпионат мира (называемый WDF World Cup), а также континентальные чемпионаты, такие как WDF Americas Cup, WDF Asia-Pacific Cup и WDF Europe Cup. Страна, занявшая первое место в общем зачете лидеров (общий лучший результат в двух соревнованиях, одиночном разряде, парах, командах), становится чемпионом мира. Победители любого из соревнований также могут называть себя официальным чемпионом мира. Победители континентальных чемпионатов могут называть себя официальным чемпионом своих областей.
После распада Британской организации по дартсу в сентябре 2020 года WDF объявила о планах проведения чемпионата мира WDF и WDF World Masters. Оба соревнования впервые состоялись в 2022 году, начиная с чемпионата мира по дартсу WDF 2022 в апреле.

## Участники
70 национальных действительных членов 6 национальных временных членов (Бахрейн, Гана, Гернси, Лихтенштейн, Палестина и Уганда):
- Австралия
- Австрия
- Багамские Острова
- Бахрейн
- Бельгия
- Бразилия
- Бруней
- Болгария
- Канада
- Каталония
- Острова Кайман
- Китайский Тайбэй
- Хорватия
- Кипр
- Чехия
- Дания
- Египет
- Англия
- Эфиопия
- Эстония
- Фарерские острова
- Финляндия
- Франция
- Германия
- Гана
- Гибралтар
- Греция
- Гернси
- Гонконг
- Венгрия
- Исландия
- Индия
- Иран
- Остров Мэн
- Италия
- Ямайка
- Япония
- Джерси
- Кения
- Латвия
- Лихтенштейн
- Литва
- Люксембург
- Макао
- Малайзия
- Мальта
- Монако
- Монголия
- Нидерланды
- Новая Зеландия
- Северная Ирландия
- Норвегия
- Пакистан
- Палестина
- Польша
- Ирландия
- Румыния
- Россия
- Шотландия
- Сербия
- Сингапур
- Словакия
- Словения
- ЮАР
- Республика Корея
- Испания
- Швеция
- Швейцария
- Таиланд
- Тринидад и Тобаго
- Турция
- Теркс и Кайкос
- США
- Уганда
- Украина
- Уэльс

Рейтинг WDF, по определению Всемирной федерации дартса, является «объективным методом, основанным на заслугах, используемым для определения квалификации для участия и посева во всех турнирах WDF как для мужчин, так и для женщин в одиночном разряде, парах и команде». Рейтинговые таблицы являются «скользящими таблицами», и очки от события учитываются до тех пор, пока это событие не произойдет в следующем году. Если определённое событие не происходит в следующем году, очки снимаются по истечении календарного года.

## Турнирные уровни и распределение очков
Рейтинг игрока WDF основан на баллах, которые он набрал за свои 10 лучших выступлений за предыдущий 12-месячный период. Разрешенные турниры включают в себя турниры платинового, Золотого, серебряного и бронзового уровней с уменьшением очков на каждом уровне.
С момента формирования рейтинга WDF в 1974 году метод, используемый для расчета рейтинговых очков игрока, несколько раз менялся. Примечания: Международные турниры WDF имеют шесть категорий как для мужчин, так и для женщин (одиночные, парные и командные).

### Текущее распределение очков
В настоящее время очки начисляются следующим образом:
| Категория турнира      | Выигранный турнир | Финалист | Полуфиналист | Четвертьфиналист | Дошла до последнего 16-го раунда | Дошла до последнего 32-го раунда | Дошла до последнего 64-го раунда |
| Платиновые турниры WDF | 270               | 167      | 103          | 64               | 39                               | 26                               | 13                               |
| Золотые турниры WDF    | 180               | 111      | 68           | 43               | 26                               | 17                               | 9                                |
| Серебряные турниры WDF | 90                | 56       | 34           | 21               | 13                               | 9                                |                                  |
| Бронзовые турниры WDF  | 45                | 28       | 17           | 11               | 6                                |                                  |                                  |